# Meilensäule von Aduatuca
Die Meilensäule von Aduatuca ist das Fragment eines römischen Meilen- oder genauer Leugensteins aus Basalt, das in der ehemaligen römischen  Siedlung Aduatuca Tungrorum (heute Tongern) in Belgien gefunden wurde.
Aduatuca Tungrorum lag an der Römerstraße Via Belgica von Köln nach Reims. Der etwa 200 n. Chr. aufgestellte Stein hatte einen oktogonalen Querschnitt. Sein Fragment wird in den Königlichen Museen für Kunst und Geschichte in Brüssel ausgestellt.
| Originaltext                           | Distanz | Ort                                |
| -------------------------------------- | ------- | ---------------------------------- |
| [Bonna]                                | XI      | Bonn                               |
| [Rigo]magus                            | VIIII   | Remagen                            |
| [Antu]nnacum                           | VIII    | Andernach                          |
| [Conf]luentes                          | VIII    | Koblenz                            |
| [Bo]udobriga                           | VIII    | Boppard                            |
| [Vo]solvia                             | VIII    | Oberwesel                          |
| [B]ingium                              | VIII    | Bingen                             |
| [Mo]gontiac(um)                        | XII     | Mainz                              |
| [Bu]conica                             | VIIII   | vermutlich Nierstein und Oppenheim |
| [Borb]etomag(us) oder [Borb]itomag(us) | XI      | Worms                              |